# トラーベン＝トラーバッハ
トラーベン＝トラーバッハ (独: Traben-Trarbach) はドイツ連邦共和国 ラインラント＝プファルツ州ベルンカステル＝ヴィットリヒ郡にある市。トラーベン＝トラーバッハ連合自治体 (独: Verbandsgemeinde Traben-Trarbach) の行政庁所在地となっている。

## 地理

### 位置
トリーアの北東約40km、コブレンツの南西約60kmのモーゼル川中流域に位置する。
フンスリュックにあるフランクフルト・ハーン空港は東に10kmの位置にある。
トラーベンはモーゼル川の左岸にあり、トラーバッハは右岸にある。

## 姉妹都市
- ヴァンゲン・バイ・オルテン(Wangen bei Olten}) （スイス）